# ناقصاوية
ناقصاوية (الاسم العلمي: Amorpheae) هي قبيلة نباتية تتبع فصيلة البقولية من رتبة الفوليات.

## أجناس
- ناقصة